# مستنياك (أغنية)
أغنية مستنياك هي إحدى أشهر الأغنيات العربية؛ غنتها المطربة المغربية عزيزة جلال بعد أغنية هو الحب لعبة وسجلت بالقاهرة بمصر سنة 1983 أي قبل سنتان من اعتزال المطربة عزيزة جلال الملقبة بسيدة الطرب الأصيل أو الصوت الملائكي للأغنية العربية وقد إعتزلت وهي في أوج شهرتها وتربعها على عرش الأغنية العربية بأوائل الثمانينات.
أغنية مستنياك من كلمات عبد الوهاب محمد وألحان الموسيقار بليغ حمدي على مقام راست
أغنية مستنياك من إنتاج عالم الفن.وقد سجلت عزيزة جلال أغنية مستنياك صحبة الفرقة الماسية المصرية بقيادة المايسترو الموسيقار المصري الكبير أحمد فؤاد حسن وتحت إشراف الموسيقار الكبير بليغ حمدي

## الأغنية علي قوائم المبيعات
بقيت اغنية مستنياك  تتصدر البث في كثير من التلفزيونات العربية والاذاعات لسنوات طوال بعد غياب سيدة الطرب الأصيل عزيزة جلال 34 سنة عن الساحة الفنية  واحتلت المراتب الأولى ضمن قائمة الأغاني المطلوبة، كما باعت شركة عالم الفن ملايين النسخ  لأغنية الفنانة الكبيرة عزيزة جلال.

## أغنية مستنياك بأشهر حفل حي ومباشر بنادي الزمالك القاهرة

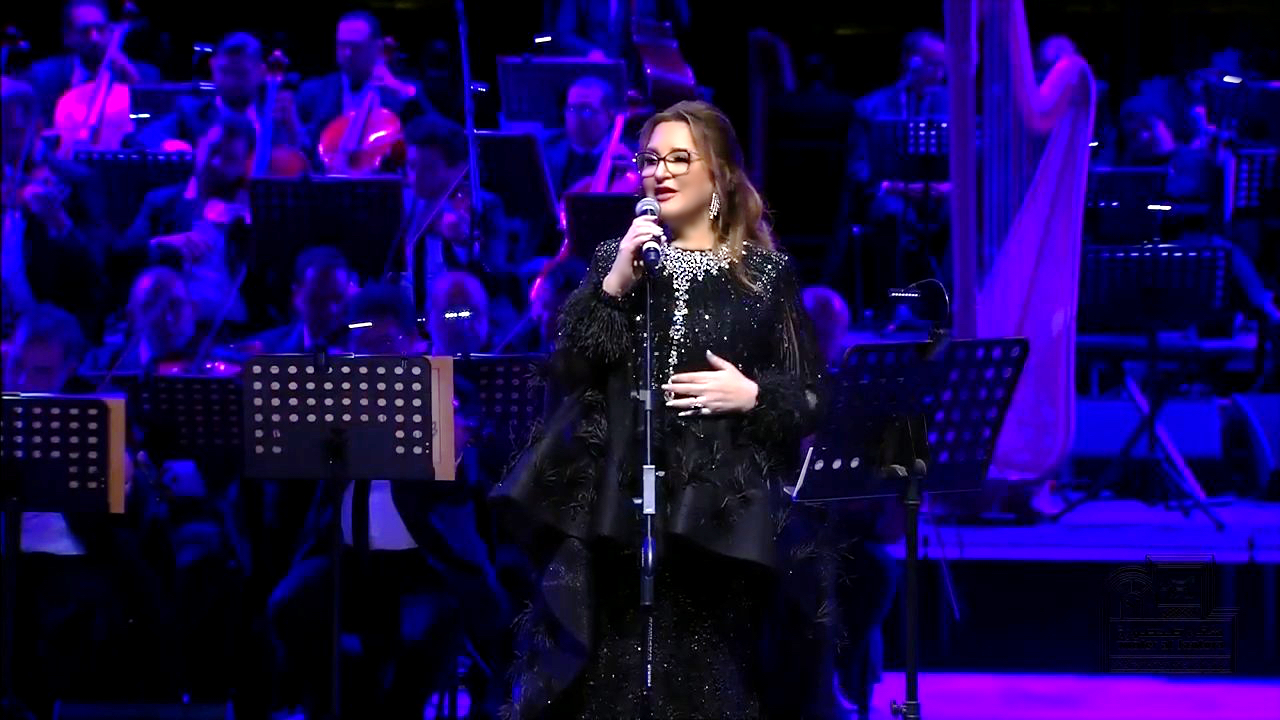
المطربة عزيزة جلال بمهرجان شتاء طنطورة مسرح مرايا بالعلا السعودية 26 ديسمبر 2019

سجلت السيدة عزيزة جلال أغنية مستنياك في حفل حي ومباشر بنادي الزمالك القاهرة مصر صحبة أشهر فرقة موسيقية عربية وهي الفرقة الماسية المصرية بقيادة المايسترو الموسيقار المصري الكبير أحمد فؤاد حسن.
وأشارت عزيزة جلال "خلال حفل أقيم بنادي الزمالك غنيت مستنياك، ومن حقك تعاتبني، وكان مذاعا في التليفزيون على الهواء"، لافتة إلى أنها بعدما أنهت حفلها تلقت اتصالا من الموسيقار محمد عبدالوهاب، وقال لى: "يا هانم أنتِ هانم وما شاء الله أنا مبسوط منك واتسلطنت، وسلطنتيني"، 

خلال حفل الزمالك، أطربت عزيزة جلال ذات الصوت الماسي والحضورالمميز الجمهور بشهادة النقاد والفنانين العرب من بينهم موسيقار الأجيال محمد عبد الوهاب ،أطربت الجمهور بأغنية مستنياك بصوت عذب أبهر الجميع وإحساس رائع وممويل وعُرب لم يسبق لأي مطربة عربية أن تميزت به في حفل مباشر.

## موسيقى أغنية مستنياك
مقام راست دو
دو ري مي مشرقة فا صول لا سي مشرقة و بيمول دو
ايقاع صعيدي و وحدة سرعة 100
بتبدا بايقاع وحدة :
دو صول فا صول فا مي
سي مشرقة فا مي فا مي ري
( مرتين او اكثر )
ايقاع صعيدي :
دو سي بيمول لا صول فا مي ري مي فا
سي مشرقة لا صول فا مي ري دو ري مي
لا صول فا مي ري مي فا صول صول فا مي ري دو
ايقاع وحدة :
دو ري لا
ري مي فا فا مي ري مي ري دو
مستنياك - كلمات: الشاعرعبد الوهاب محمد
ألحان:الموسيقار بليغ حمدي

## كلمات أغنية مستنياك
حبيبي مهما سافرت
ومهما بعدت و مهما غبت
يا روحي عني قريب مني
مهما طالت رحلتك مستنياك
قلبي معاك يا حبيبي ف غربتك
مستنياك يا روحي بشوق كل العشاق
مستنياك تعبت تعبت من الاشواق
مستنياك و انا ديبه يا عيني م الفراق
حبيبي حبيبي
للدرجة ديه تغيب عليا
و تهون عليك دمعة عنيا و يهون هواك
خايفة القاسية تاخد شوية
من شوقي ليك اسأل عليا و أنت هناك
حبيبي تعالى تعالى تعالى
بر الأمان بيناديك
ترسي عليه ترتاح شوية
حبيبي تعالي تعالي تعالي
لقلوب هنا بتحس بيك
و بتوهبك العمر كله
أنا بسأل النجوم كل ليلة عليك
و بكتب كل يوم غنوة شوق بتناديك
و بحلفك تجيني يا حبيبي و تناديني
و ساعتها هتلاقيني ف لحظة بين اديك
و كفاية
طولت ف بعادك زودت ف عنادك
ما كفاية
الشوق يغنيك يا تجيني يا هجيلك
و تعالى يا غالى تور ليا الليالي
مستنياك يا روحي بشوق كل العشاق
مستنياك تعبت تعبت من الأشواق
#مستنياك و أنا ديبه يا عيني م الفراق
حبيبي حبيبي

### نسخ مختلفة للاغنية
غنّى العديد من الفنانين العرب أغنية مستنياك في حفلاتهم ولقاءاتهم الفنية،
أعادت المطربة اللبنانية نانسي عجرم غناء مستنياك (أغنية عزيزة جلال) في حفل سجل للمحطات التلفزية 

## مقالات
- زواج الفنانات بين منطقي البيع والحب
- عزيزة جلال (أشهر من جلست على كرسي الانتظار)
- في ذكرى ميلادها: عَزيزة جلال… أو أنْ تُغنّيّ قليلا ويَتصَادى صَوتُكَ إلى الأبد!
- الفنانة عزيزة جلال.. سفيرة الطرب في الثمانينيات
- عزيزة جلال تُشعل النت
- أول حفلة أقامتها.. عزيزة جلال تكشف تفاصيل مكالمة محمد عبد الوهاب.. فيديو
- عزيزة جلال تعود للغناء من جديد
- عزيزة جلال: الشهرة هي السبب الرئيسي في اعتزالي!

## وصلات خارجية
- الغنوة الحلوة: مستنياك.. عزيزة جلال في قمة الطرب قبل الاعتزال 
  - مستنياك الأصل |حفل القاهرة | عزيزة جلال | Aziza Jalal |CAIRO Show |Mestaniak Live أجمل سهرة مباشرة
- قناة عزيزة جلال الثانية على يوتيوب
- برنامج عن مسار الفنانة عزيزة جلال الفني من إنتاج القناة الثانية المغربية
- قناة عزيزة جلال على يوتيوب
- قناة عزيزة جلال الثانية على يوتيوب
- عزيزة جلال
- نانسي عجرم تغني "مستنياك" لأول مرة في حضور عزيزة جلال مطربتها الأصلية